# În sat la noi
În sat la noi este un film românesc din 1951 regizat de  Jean Georgescu și Victor Iliu. Rolurile principale au fost interpretate de actorii Constantin Ramadan, George Manu și Nana Ianculescu. Filmul este o ecranizare a nuvelei Nopțile de iunie de Petru Dumitriu. 

## Prezentare
Este primul film despre colectivizarea agriculturii în România. Sub conducerea comuniștilor, câțiva țărani săraci vor să creeze în satul lor o colectivă, dar chiaburii încearcă să le strice planurile.

## Distribuție
- Constantin Ramadan ca Ion Lepădat
- George Manu ca Ionica Lepădat
- Nana Ianculescu ca Maria
- Aurel Ghițescu ca Ilie Scapau
- Andrei Codarcea  ca argatul Mihailă
- Vasile Lăzărescu ca Pantelimon
- Valentina Cios ca Leana
- Ludovic Antal ca Avram
- Natalia Arsene  ca Floarea
- Cezar Rovintescu
- Gheorghe Soare ca Ifrim
- Nicolae Fagădaru ca Ristea
- Constantin Posa
- Nick Niculescu
- Alexandru Alger
- Niculae Scorțeanu
- Liviu Ciulei ca Dumitru  (debut actoricesc)
- Gheorghe Nicolescu
- Paul Zbrentea ca Eftimie
- Ilariu Popescu
- Nucu Păunescu ca  Sârbu Iacov
- Marietta Rareș ca soția lui Ion Lepădat
- Nelly Dordea  ca  Safta
- Puica Stănescu  ca  Ana
- Jeannette Dumitrescu
- Doina Țuțescu
- Ana Barcan
- Constantin Vintilă

## Primire
Filmul a fost vizionat de 2.900.911 de spectatori în cinematografele din România, după cum atestă o situație a numărului de spectatori înregistrat de filmele românești de la data premierei și până la data de 31 decembrie 2014 alcătuită de Centrul Național al Cinematografiei.

## Vezi și
- 1951 în film